# Moose (группа)
Moose — британская инди-рок-группа, образованная в Лондоне в 1990 году. В состав группы вошли: Russell Yates (вокал, гитара),
K.J. «Moose» McKillop (гитара), Damien Warburton (ударные) и Lincoln Fong (бас-гитара).
За всю историю своего существования Moose выпустили четыре полноформатных альбома и большое количество мини-альбомов и синглов. Стиль раннего творчества Moose можно определить как шугейзинг, а в дальнейшем звучание группы становится ближе к поп-музыке.
Песня «Soon is Never Soon Enough» с дебютного альбома «...XYZ» была записана при участии Долорес О'Риордан, вокалистки ирландской рок-группы The Cranberries.

## Состав группы

### Последний состав
- Russell Yates — вокал, гитара
- K.J. «Moose» McKillop — гитара
- Lincoln Fong — бас-гитара
- Russell Fong — гитара
- Richard Thomas — барабаны

### Бывшие участники
- Jeremy Tishler — бас-гитара
- Damien Warburton — барабаны
- Mig Moorland — барабаны
- Mick Conroy — клавишные

## Дискография

### Студийные альбомы
- ...XYZ (Hut, 1992)
- Honey Bee (Play It Again Sam, 1994)
- Live a Little Love a Lot (Play It Again Sam, 1995)
- High Ball Me! (Nickel & Dimes/Saltwater Records/Le Grand Magistery, 2000)

### Синглы и EPs
- Jack (EP) (Hut, 1991)
- Cool Breeze (Hut, 1991)
- Reprise (EP) (Hut, 1991)
- Sonny & Sam (Hut/Virgin Records, 1991)
- Little Bird (are you happy in your cage?) (Hut, 1992)
- Liquid Make-up (Cool Badge, 1993)
- Uptown (Play It Again Sam, 1993)
- Bang Bang (Play It Again Sam, 1994)
- Baby It’s Over (Saltwater Records, 1999)

## Клипы
- Jack Архивная копия от 16 сентября 2018 на Wayback Machine — 1991
- Suzanne Архивная копия от 31 октября 2013 на Wayback Machine — 1991
- This River Never Will Run Dry (недоступная ссылка) — 1991
- Little Bird Архивная копия от 4 августа 2016 на Wayback Machine — 1992
- I Wanted to See You to See if I Wanted You Архивная копия от 31 октября 2013 на Wayback Machine — 1994